# Denali megye
Denali megye az Amerikai Egyesült Államok Alaszka államának megyéje. Székhelye Healy, legnagyobb városa Anderson. Lakosainak száma 1619 fő (2020. április 1.). Denali megye Yukon-Koyukuk Census Area, Fairbanks North Star, Southeast Fairbanks Census Area és Matanuska-Susitna megyékkel határos.

## Népesség
A megye népességének változása:
| Lakosok száma | 1828 | 1833 | 1860 | 1867 | 1919 | 1619 |
|               | 2010 | 2011 | 2012 | 2013 | 2015 | 2020 |